# 兵庫県道170号丹波竹田停車場線
兵庫県道170号丹波竹田停車場線（ひょうごけんどう170ごう たんばたけだていしゃじょうせん）は、兵庫県丹波市を通る一般県道である。

## 概要
JR西日本福知山線 丹波竹田駅から国道175号交点に至る。

### 路線データ
- 起点：丹波市市島町中竹田（JR西日本福知山線 丹波竹田駅）
- 終点：丹波市市島町中竹田（国道175号交点）
- 総延長：279 m

## 地理

### 通過する自治体
- 丹波市

### 交差する道路
| 交差する道路                      | 交差する場所 | 交差する場所 |
| --------------------------------- | ------------ | ------------ |
| 京都府道・兵庫県道708号岩崎市島線 | 市島町中竹田 | 水西交差点   |
| 国道175号 国道176号 重複          | 市島町中竹田 | 終点         |

### 沿線
- JR西日本福知山線 丹波竹田駅
- 中竹田郵便局